# Берлинско въстание от 17 юни 1953 година
Берлинското въстание от 17 юни 1953 г. е взрив от недоволство на граждани на Германската демократична република (ГДР), изразено с протести, стачки и демонстрации срещу политиката на Германската единна социалистическа партия (ГЕСП) (доминираща в управляващата коалиция) и правителството.
В основата си събитията от 17 юни 1953 година са икономически искания на работниците в Източен Берлин и в цялата страна, които прерастват в политическа стачка. По мащабите си се оценява като народно въстание (Volksaufstand in der DDR) или въстание на работниците (Arbeiteraufstand). Този акт на недоволство и отправените от него политически послания е популярен и под наименованието Берлинско въстание.
До 1990-те тези вълнения не са предмет на изучаване от съветските историци и съветската историография. В официалната наука при упражняван идеологически контрол този конфликт, потушен с участието на тежко въоръжени съветски военни части, се определя като фашистки акт. В постсъветската руска историография още не е създадено определение за събитията от средата на 1953 г. За разлика от западните си колеги, за случилото се в ГДР и съветското участие там руските историци основно ползват политически евфемизъм, като народното вълнение наричат „Събития в ГДР от 17 юни 1953 година“.

## Мащаби на народното недоволство
Публичното недоволство от политиката на ГЕСП и правителството на ГДР, започва преди 17 юни и продължава със седмици с начален мотив отказ от увеличаването на интензивността на работата и намаление на заплатите в държавните промишлени предприятия. Бунтът е вълна от стачки, демонстрации и протести, които са свързани с недоволството от промените и с предявяване на политически и икономически искания. Тези силно изразени недоволства са представени от източногерманските власти като „опит за преврат, подкрепен от западните агенти, за промяна на режима в Германската демократична република“. Берлинското въстание, като първо за създадения след Втората световна война социалистически лагер в Източна Европа, е потиснато и завършва с пълно поражение в резултат от действията на разквартируваната в ГДР група съветски войски от Червената армия и действията на Народната полиция. Независимо от намесата на съветските войски, вълната от стачки и протести не е могла лесно да бъде контролирана. След 17 юни демонстрациите продължават в повече от 500 населени места. Официално жертвите на протестиращите са 34 души, макар западните агенции да разпространяват информации за десетократно повече загинали. Въпреки кризата, успешната намеса на правителството и ЦК на ГЕСП за потушаване на вълненията, стабилизира непопулярнато правителство на ГДР и прекратява вътрешно партийните разногласия в ЦК на ГЕСП.
Въстанието на 17 юни служи като силен политически сигнал за населението в страните от Източния социалистически блок. 17 юни е въведен във ФРГ от 1954 г. като национален празник „Ден на германското единство“ („Tag der Deutschen Einheit“) до обединението на Германия през 1990 г. и все още е ден за отбелязване на паметта за събитията и жертвите.

## Причини и предпоставки за кризата
През юли 1952 г. на II конференция на ГЕСП генералният секретар Валтер Улбрихт провъзгласява курс към „планомерно строителство на социализма“, което се свежда до последователна съветизация на източногерманската държава с мерки против малките предприятия и собственици, частната търговия и масова национализация на предприятията. Оказва се натиск върху фермерите за включване в селскоктопански кооперативи, а повишаването на данъците води до ликвидирането на все още останалите малки промишлени предприятия. Криминилизира се дейността на малките собственици като само за година броят на осъдените в затворите се увеличава от 31 000 до 66 000 души.
В сферата на идеологията се предприемат решителни действия по ликвидиране на съществуващата гражданска партийна система, като ударът пада върху християндемократите и либералдемократите. Правят се чистки и в самата ГЕСП, като критично настроените социалдемократи също са отстранени от партийните структури.
Правят се промени в държавния апарат, образованието, променя се структурата на промишленото производство, като се насочва вниманието изключително върху тежката промишлености и на пазара се чувства остра необходимост от потребителски стоки. Това налага въвеждането на купонна система за основни хранителни продукти.
В международната обстановка през годините на Студената война започва милитаризацията на ГДР. През 1952 г. 11% от държавния бюджет е насочен за военни разходи, а 19% от него е годишната репарация изплащана на Съветския съюз. Тези разходи водят до дълбока икономическа криза.
През април 1953 г. се повишават цените на обществения транспорт, облеклото, обувките, месото, хлебните изделия и продукти със съдържание на захар, което рязко намалява покупателната способност на населението и предизвиква вълна от недоволство. Пряко следствие от това е нелегалното преминаване на границата с ФРГ като бежанци (процес наричан в ГДР Republikflucht) на високо квалифицирани специалисти, което създава сериозни производствени проблеми. В края на май 1953 г. в резултат от политиката на правителството вече е създадена ситуация на всеобщо недоволство във всички слоеве от населението.

## Нов курс
След смъртта на Йосиф Висарионович Сталин в Политбюро на ЦК на КПСС расте недоволството срещу политиката и стила на ръководство на Валтер Улбрихт. В отчетите постъпващи в Москва от Източен Берлин, се изразява безпокойство от назряващ конфликт в ГДР. Новото съветско ръководство иска да промени политическия курс по отношение Източна Германия, още повече че и новото ръководство на САЩ начело с президента Айзенхауер (от януари 1953 г.), полага усилия за създаване на нови отношения с Москва В Москва разбират че политическо доверие и подобряване на отношенията със САЩ ще има, само след обсъждане на германския въпрос и в политическия курс на Източна Германия има нови акценти. За целта МнВР на СССР по инициатива на Лаврентии Берия започва разработка на меморандум по германския въпрос, а междувременно се правят промени (макар и формални) в разпускането на Съветската контролна комисия, В Москва се упражнява силен натиск и се критикува Валтер Улбрехт на заседание на 3 юни 1953 г. Президиумът на ЦК КПСС настоятелно изисква бърза и основателна смяна на курса на ГЕСП, за да се избегнат протести на населението. На 5 юни делегацията на ГЕСП съпроводена от Върховния комисар на СССР за Германия се завръща в Източен Берлин. В последващите дни комисарят Владимир Семьонов постоянно присъства на заседанията на ЦК на ГЕСП, които обявяват „Нов курс“. Новият курс на ГЕСП включва значително намаляване темпа на строителството на социализма с отмяната на наложените промени от икономически и политически характер. Тези промени обаче вече бяха взети твърде късно.
За намаляване натиска върху гражданите на ГДР от съществено значение има и политиката на САЩ. В стремежа си да направят пробив в „желязната завеса“ ограждаща комунистическите държави от Източна Европа, през юли 1952 г. в САЩ се разработва документ „Национална стратегия в отношенията с Германия“ утвърден под кодовото наименование PSB D-21. Целта е да се въведе по-активна активна интеграция на ФРГ към западния свят, антикомунистическа пропаганда за съкращаване на съветския потенциал в Източна Германия и превръщането на Западен Берлин на една витрина на демокрацията и място за разгръщане на психологическа война против ГДР и другите страни сателити на СССР. Съществена дейност за такава „подконтролна дейност към по-активно съпротивление“ се изпълнява от радиостанцията в Западен Берлин РИАС (на немски: RIAS, Rundfunk im amerikanischen Sektor (Радио в американския сектор)). По мнение на историците тази психологическа обработка на населението в ГДР не е причина за последващите събития на недоволство и бунт срещу комунистическото правителство.

## Повишаване на производствените норми
На 14 май 1953 г. 13-ият пленум на ГЕСП приема решение за 10-процентово увеличаване на производствените норми, без да се увеличават работните заплати. На 28 май правителството на ГДР узаконява това решение, като правилна мярка за борбата с икономическите затруднения и създаване на условия за създаване основите на социализма. Повишаването на нормите с 10% практически води до намаляване на заплатата с 25% за реално положения труд. Този акт за интензификация на труда, макар и приветстван от комунистическите профсъюзи и наричан абсолютно правилно патриотично дело, води до снижаването на стандарта на живота и предизвиква недоволства.

## Начало и нарастване на вълната от протести
Публичен израз на недоволството всред работниците се започва на 9 юни, когото се провежда стачка срещу увеличаване на нормите от стоманолеярите в Хенигсдорф. Арестувани са петима работници, обвинени в организиране на стачката.
На 12 юни работниците в народното предприятие „Юстус Пертес“ в Гота протестират. В град Бранденбург пет работника от частно транспортно предприятие протестират срещу задържането на работодателя им и протестът прераства в протест на повече от 2500 души. След съвещание на партийното ръководство на окръга и съветските представители, арестуваният е освободен.
На 15 юни в Берлин строители започват стачка и техни представители връчват писмо с искане да се отменят съкращенията на работната заплата. Вместо отговор и преговори, районното ръководство на ГЕСП решават, че това е провокативно писмо „подготвено по указания от Западен Берлин“. Подготвени са агитатори, които трябва да обяснят на работниците, че заради построяването на социализма работниците трябва да се съгласят със съкращаване на работната заплата.
На 16 юни се надига недоволство между строителите на болница Фридрихсхайн по повод публикуван коментар в профсъюзния вестник в подкрепа на правителството за поддържане повишението на производствените норми. Това е възприето като отговор на писмото предадено в Министерския съвет на министър-председателя Отто Гротевол. В 10:25 часа демонстрантите са 700 работници. Преминавайки покрай строителните участъци (огромния жилищен комплекс на Сталин Алее), работниците скандират „Колеги, присъединете се, ние искаме да бъдем свободни хора!“. Броят на демонстриращите достига 10 хил. души и се отправя към Министерския съвет.
Заседаващото в същото време Политбюро на ГЕСП в бърз порядък взема решение за отмяна повишаването на работните норми. В постановлението е записано:
| „ | Политбюро счита абсолютно неправилно провеждането по административен път на 10-процентното увеличение на производствените норми на предприятията от народната индустрия. Повишаването на работните норми може и трябва да се провеждат не с административни методи, а изключително на основата на убеждения и доброволност. Предлага се да се отменят като грешни въведените от някои министерства повишения на работните производствени норми. Съвместно с профсъюзите да се преразгледа решението на правителството от 28 май 1953 г. | “ |

Около 14 часа пред Министерския съвет започва митинг. Стачкуващите освиркват министъра на металургията и миннодобивната промишленост Фриц Зелбман, който съобщава, че вече има решение на Политбюро против увеличаване на работните норми. Усилията му да успокои стачкуващите не довеждат до някакъв успех. Стачкуващите строители прочитат резолюция, в която заедно с икономическите, се поставят и политически искания – оставка на правителството и тайни свободни избори. По време на сблъсъците с полицията двама полицаи са ранени.
В 18:40 часа колона от 800 протестиращи издигат лозунги „Долу експлоатацията“, „Долу правителството на глада“ пред зданието на ЦК на ГЕСП. Стачкуващите превземат правителствен автомобил с високоговорители и обявяват на 17 юни от сутринта свикването на голям митинг на площад Щраусберг. Раздават се и позиви с призив за провеждане на всеобща стачка. В този ден съветската агентура предава в Министерството на външните работи в Москва, като съвършено секретно донесение, информация за протестите – причините, характера, издиганите лозунги и исканията на протестиращите със следния текст: „По наблюдения на агентурата през деня и вечерта на 16 юни т. г., от страна на стачкуващите не е издигнат нито един лозунг против Съветския съюз. Всички изяви са насочени изключително срещу правителството и ГЕСП.....По наличните данни, в организацията на демонстрацията активна роля имат лица от Западен Берлин“. Тази информация ще предопредели и бъдещето активно участие на въоръжените сили на СССР за потушаване на протестите в ГДР.
Радио РИАС в Западен Берлин излъчва информация за събитията с многочасово закъснение и без съществена оценка. Поради прекъснатата телефонна връзка от правителството на ГДР между двете части на Берлин още през м. май 1952 г., е трудно да се оценят размера и акциите на протеста. Излъченото в ефира в 13.30 часа като първа информация, не може да отрази размаха на случващото се в Източен Берлин. Едва в 16.30 часа е предадена по-подробна информация за митинга пред Министерския съвет за исканията на работниците и че членовете на правителството не са могли да успокоят демонстрантите. Делегация от стачния комитет представя на радиото да се прочете резолюцията от митинга, която преработена се излъчва в ефир едва в 19.30 часа. Причината за това е, че американския директор на РИАС Гордон Евинг не иска да влезе в конфронтация със съветската страна.
Поради забрана, изявленията на председателя на профсъюзите на Западен Берлин Ернст Шарновски, поддържащ колегите си от Източен Берлин, са излъчени едва на другия ден 17 юни в 5.36 часа и след това са повторени няколко пъти. На профсъюзния лидер е забранено открито да призове населението от ГДР към всеобща стачка. Обръщайки се към работниците от ГДР, за стачкуващите казва: „Не ги оставяйте сами! Те се борят не само за социалните права на работниците, но и за човешките права на цялото население на източната зона. Присъединете се към движението на източно-берлинските строители, работниците от обществения транспорт и железниците...“
Съобщение за призива на работниците от Източен Берлин за всеобща стачка е публикувано на 16 юни на първа страница в извънредно издание на излизащия в Западен Берлин вестник „Дер Абенд“.
Ръководството на ГДР в този ден не разбира сериозността на положението от протичащите събития в Източен Берлин и международния отзвук. На състоялото се събрание с актива на ГЕСП в Берлин, не са дадени никакви указания, а официално повишаването на производствените норми е отменено едва на 21 юни 1953 г.
Вечерта на 16 юни е вечер на висока активност както сред протестиращите, така и сред силовите структури в ГДР. Обстановката са нажежава като се правят многочислени събрания на протестиращи, късат се пропагандни плакати и се скандира „Долу ГЕСП“, а в крупните предприятия се сформират стачни комитети за провеждане на обща стачка. В същото време полицията и съветската войска се привежда в състояние на бойна готовност.

## Събития от 17 юни 1953 година
В утрото на 17 юни започва всеобща стачка. В 7 часа на площад Щраусбергер вече се събира 10-хилядна тълпа. През френския сектор от Хенигсдорф се придвижва огромна колона стоманолеяри към центъра на Източен Берлин. Между 11 и 11:30 е преустановена работата на метрото и на градската железница (S-бан), за да се възпрепятства бързото придвижване на многочислените демонстратни от крайните квартали към центъра. Към обед стачкуващите в града достигат до 150 хил. души. Демонстрантите издигат лозунги за оставка на правителството, оставка на профсъюзното ръководство, провеждане на свободни избори, допускане до изборите на западни партии, обединение на Германия. Голяма популярност и подкрепа имат лозунгите против ръководителите на ГДР Валтер Улбрихт, Вилхелм Пик и Отто Гротевол. Има сблъсъци между протестиращи и полицията и отговорни партийни работници в ГЕСП.
Гневът и недоволството намират израз в унищожаването на пропагандни правителствени и партийни плакати. Протестиращите разгромяват полицейския участък на Потсдамския площад и запалват павилион за продажба на вестници. На границата между съветския и западния сектор на града, демонстрантите демонтират пограничните заграждения и знаци, а млади хора свалят червеното знаме от Брандебургската врата и го разкъсват.
Вълненията обхващат цялата Източна Германия. В индустриалните центрове стихийно възникват стачни комитети и работнически съвети превземат управлението на фабриките и заводите.
Исканията на протестиращите са декларирани твърдо за демократизация на обществото, която включва незабавна оставка на правителството, дошло на власт за сметка на фалшифицирани избори, формиране на временно демократическо правителство, свободни избори и други граждански и политически свободи. Обсадени и щурмувани са 250 обществени сгради, сред които 5 окръжни учреждения на Щази, два окръжни комитета на ГЕСП, полицейски участъци и общински канцеларии. От 12 затвора са освободени 1400 затворници. Макар съветските войски с въведените пехотни части и танкове в населените места още на 17 юни в значителна степен да контролират разрастването на бунта, в някои предприятия в ГДР протестите продължават до средата на юли (10 и 11 юли стачкуват работниците в завод „Carl Zeiss“ в град Йена, а на 16 и 17 юли в завод „Buna“ в Шкопау (Schkopau)).
На 15-ия пленум на ЦК на ГЕСП, проведен на 26 юли 1953 г., Отто Гротевол съобщава, че демонстрации и стачки са проведени в 272 населени места от общо 10 хил. в ГДР. По-късно в периода 1991 – 1995 г., по намерени документи в министерството на вътрешните работи и други документи, историците са установили 563 населени места с проведени протести. Съгласно последните изследвания демонстрации и стачки са проведени в не по-малко от 701 населени места в ГДР.
Официалните власти тогава оценяват числото на участниците в протеста на 300 хиляди души. По уточнени данни по-късно, в цялата страна са участвали около милион души.

## Потушаване на въстанието и военно положение
В нощта на 16 срещу 17 юни Валтер Улбрихт (Walter Ulbricht), Ото Гротевол (Otto Grotewohl) и министъра на държавната безопасност Вилхелм Цайсер се срещат в Карлсхорст с Върховния комисар на СССР Владимир Семьонов и командващия групата съветски окупационни войски в ГДР Андрей Гречко, за да обсъдят и подготвят възможното използване на полицията и армията. Обсъжда се само участието в Берлин.
Гротевол е записал резултата от договореностите: „Съветската войска е в готовност. Пред въвеждането ѝ в действие съгласуване с Политбюро. По възможност полиция – само в краен случай войска“ .
Основните части на съветските войски се намират по това време на летни учения. В нощта срещу 17 юни два полка от Първа механизирана дивизия и батальон от 105-и полк на Министерството на вътрешните работи на СССР се прехвърлят от района Кьонигс-Вустерхаузен в Карлсхорст в подкрепа на 12-а танкова дивизия, която е дислоцирана там. В много други съветски гарнизони също е обявена повишена бойна готовност.
Около 10 часа сутринта Семьонов позвънява в ЦК на ГЕСП, където започва извънредно заседание на Политбюро, и заради безопасността извиква цялото ръководство в Карлсхорст. В 11.45 часа той обявява на немските другари, че от Москва изискват въвеждането на извънредно положение.
Между 11:15 и 11:30 часа срещу протестиращите са пратени съветски танкове. По това време срещу Цейхгауз един работник попаднал под танковите вериги. Танковете заемат позиция в района на Вилгелмштрассе около 11:35 часа и тръгват към Потсдамския площад. Раздават се първите изстрели. Тежко ранените са отправени в болници на Западен Берлин. Протестиращите провеждат атаки срещу съветските танкове. Фотографиите с хвърляне на камъни и бутилки на Лайпцигерщрасе са по-скоро изключение, а не правило за противодействие.
В 13 часа на 17 юни 1953 г. военният комендант на съветския сектор на Берлин генерал-майор Пьотр Дибров обявява в града извънредно положение в 167 района от общо 217 и то е отменено на 11 юли 1953 г. С това се забраняват демонстрациите, събранията и митингите, и движението на повече от трима души заедно, движението на всякакви транспортни средства през нощта. Нарушителите ще бъдат съдени по военновременните закони.
В 14 часа по радиото е излъчено заявлението на министър-председателя Ото Гротевол:
| „ | На мероприятията на правителството на ГДР по подобряване на положението на народа е отговорено от фашистки и други реакционни елементи в Западен Берлин с провокации и тежки нарушения на реда в демократическия сектор на Берлин. Тези провокации трябва да усложнят установяването на единството на в Германия. Поводът за преустановяване на работата на строителите в Берлин отпадна след вчерашното решение по въпроса за нормите. Вълненията, които след това се състояха, се явяват дело на провокатори и фашистки агенти на граничните държави и техните помощници от немските капиталистически монополи. Тези сили са недоволни от демократическата власт в ГДР, организираща подобряване положението на населението. Правителството призовава населението: 1. Да поддържа мероприятията по незабавно възстановяване на рада в града и да създаде условия за нормална и спокойна работа на предприятията. 2. Виновните за безредиците ще бъдат привлечени към отговорност и строго наказани. Призоваваме работниците и всички честни граждани да хванат и предадат провокаторите на държавните органи. 3. Необходимо е щото работниците и техническата интелигенция в сътрудничество с органите на властта сами да предприемат необходимите мерки по възстановяване на нормалния работен процес.. | “ |

През деня на 17 юни в Берлин позвънява Лаврентий Берия с възмущаващ въпрос „Почему Семёнов жалеет патроны?“. Той изисква от Върховния комисар Семьонов бързо и строго въвеждане на ред. По спомени на Семьонов, заповедта на Берия да разстрелят дванадесет водещи от протеста, той лично е заменил това разпореждане със заповед „да се стреля над главите на протестиращите“
В потушаване на вълненията участват 16 дивизии, като само в Берлин са три дивизии с 600 танка. Вечерта на 17 юни в града действат около 20000 съветски войници и 15000 служещи от казармената полиция.
На 24 юни се провежда митинг организиран от младежите в подкрепа политиката на ГЕСП.
На 25 юни съветските окупационни власти обявяват прекратяване на действията на извънредното положение в ГДР, освен в Берлин, Магдебург, Хале, Потсдам, Гьорлиц, Десау, Мерзебург, Битерфелд, Котбус, Дрезден, Лайпциг, Гера и Йена. на 29 юни извънредното положение е отменено в Дрезден, Котбус и Потсдам.

## Оценка
Сутринта на 17 юни 1953 г. избухват вълнения на цялата територия на ГДР, които по-късно в историческите изследвания получават наименованието въстание. Работниците на предимно големи държавни компании започват стачка в началото на деня, превръщаща се в големи колони от демонстранти, насочени към центровете на големите градове с лозунги за социални, икономически и политически промени, нови свободни избори, граждански свободи. На много места протестното движение се превръща в силно изразено политическо въстание (в окръзите Görlitz и Niesky), където режима и ръководството на ГЕСП е отстранено за няколко часа. В дните на въстанието западните медии и вероятно повечето протестиращи не са знаели за националното измерение на протестите. Тази неорганизираност на протеста и необуздан гняв довежда до кървави сблъсъци, пожари, като само в Берлин са ранени 46 полицейски служители и е унищожено имущество за над 500 000 марки.
Правителството на ГДР с изявленията на министър-председателя Ото Гротевол и кореспонденцията с Москва на агентурата и върховния комисар, непрекъснато подчертават че стачката, бунта и последващите жертви срещу комунистическата власт се дължи на организирани провокатори от запад. Това представяне на събитията като външно организиран контрареволюционен опит за преврат съответства на по-късното официално разглеждане на вълненията от 17 юни 1953 г. в историографията на ГДР и СССР, като според някои историци въстанието не би могло да се случи без външни влияния. Насочването на вниманието към вмешателство и провокации от Западна Европа се опровергава от бившия служител на радиостанция RIAS, Егон Бар (Egon Bahr):Така обобщава бившият служител на радиостанция RIAS, Егон Бар (Egon Bahr):
| „ | „...Без РИАС въстанието нямаше да се случи така. Омразата на ГЕСП по отношение на RIAS беше разбираема. Теорията на конспирацията, обвиненията, че умишлено сме направили това: безсмислици. Западът беше изненадан, както и по-късно в Унгария и Полша.“ („Gerade weil es keine Organisation gegeben hatte, war unbestreitbar: Der RIAS war, ohne es zu wollen, zum Katalysator des Aufstandes geworden. Ohne den RIAS hätte es den Aufstand so nicht gegeben. Der Haß der SED auf den RIAS war verständlich. Die Verschwörungstheorie, die Anschuldigungen, wir hätten das bewußt herbeigeführt: Quatsch. Der Westen wurde, wie auch später in Ungarn und Polen, selbst überrascht.“ | “ |

След Втората световна война комунистическите режими в Източна Европа установяват политика и ред, с който се разрушават съществуващите социални, икономически и политически европейски норми. Това поражда недоволство и открит антикомунизъм, проявен с горянското съпротивително движение в България (от 1945 до 1958 година). Берлинското въстание от 17 юни 1953 г. е следващата неорганизирана антикомунистическа реакция на гражданите в ГДР и има същата социална база и негов двигател са недоволството от икономическите промени, от грубо насаждания политически ред и ограничаване на гражданските свободи. Такива политически сигнали в СССР са избухналите недоволства от 22 юли до 1 август 1953 г. в трудовия лагер във Воркута и в Норилск през 1953/1954 г. В Полша в гр. Познан на 28 юни 1956 г. 15000 работници от заводите „Сталин“ (Zaklady imienia Stalina-Познан – ZISPO) провеждат акции, които са известни като Въстание в Познан 1956. От 23 октомври до 10 ноември 1956 г. се провежда унгарското народно въстание, потушено отново със съветски танкове. От 5 януари до 20 август 1968 г. в Чехия се провежда военна интервенция от въоръжените сили на страните от Варшавския договор, за да потиснат породеното недоволство известно с името Пражка пролет.

## Жертви
Официалните данни оповестени в ГДР за жертвите на 17 юни са занижени – 25 души. Цифрата, която е публикувана на Запад е 507 души и се предполага че е завишена. По данни от Центъра за исторически изследвания в Потсдам, броят на жертвите, потвърдени с източници са 55 души, от които четири жени. Още около 20 смъртни случая така и не възможно да се разследват.
От 17 до 23 юни 34 демонстранти, в това число случайно преминаващи и зрители, са разстреляни от полицията на ГДР или съветските войници, или са починали от получените рани. Пет души са осъдени от съветските окупацционни власти и разстреляни. Двама души са осъдени от съда в ГДР на смърт и разстреляни. Четири души са починали в затвора, а други са се самоубили в хода на разследването. На 17 юни са убити петима представители на органите за безопасност.
В отчета на върховния комисар Семьонов в Москва се съобщава, че към 5 ноември 1953 г. от съдебните власти на ГДР са осъдени 1240 „участника в провокациите“, сред които са 138 бивши членове на нацистки организации и 23 жители на Западен Берлин. До края на януари това число се увеличава до 1526 осъдени на различни срокове затвор – 2 са осъдени на смърт, 3 на доживотен затвор, 13 на затвор със срок от 10 до 15 години, 99 със затвор от 5 до 10 години, 994 души със срок от 1 до 5 години, 546 със срок до една година.